# Windmill Hill
Windmill Hill è un villaggio preistorico trincerato nei pressi di Avebury, città dello Wiltshire, che ha dato nome ad un'importante cultura diffusa nell'Inghilterra meridionale durante il Neolitico finale.
Le genti di questa cultura erano dedite prevalentemente all'agricoltura e all'allevamento del bestiame, vivevano in abitati sulle alture, spesso circondati da fossati, più simili a temporanee stazioni all'aperto che a villaggi stabili.
La ceramica, assai ben lavorata, ha forme tondeggianti ed è quasi totalmente priva di decorazioni. Le tombe sono semplici fosse, ma in seguito si diffuse l'uso delle sepolture collettive sotto lunghi tumuli che a volte superano anche i 100 metri.
In questa fase più tarda, il rito funebre dominante è la cremazione, mentre più anticamente si praticavano l'inumazione e l'incinerazione parziale.